# Bruyères-le-Châtel
Bruyères-le-Châtel (pronuncia [bʁyˌjɛʁ lǝ ʃɑˈtɛl]AFI) è un comune francese di 3 193 abitanti situato nel dipartimento dell'Essonne nella regione dell'Île-de-France.

## Società

### Evoluzione demografica
Abitanti censiti